# Fête du Citron
Het Fête du Citron is een evenement dat sinds 1934 jaarlijks wordt georganiseerd in de Franse plaats Menton gedurende de laatste weken van de winter. Tijdens dit evenement, dat ook het Carnaval de Menton wordt genoemd, wordt de citrusteelt in Menton in de verf gezet door de stad te versieren met citroenen en appelsienen. Er vindt ook een parade plaats met praalwagens die versierd worden met dezelfde vruchten. Menton is immers de enige streek in Frankrijk waar citroenen geteeld kunnen worden, dit dankzij een lokaal microklimaat.